# Жене у медицини
Присуство жена у медицини, посебно у хирургији и лекарској пракси, може се пратити до најраније историје. Традиционално, жене су биле мање заступљене у медицинским професијама у односу на мушкарце, при чему је степен учешћа варирао у зависности од расе, социоекономског статуса и географског подручја.
Жене су широко биле ангажоване у неформалном пружању медицинске неге, најчешће као неговатељке или у улози савезних здравствених професионалаца. Од почетка 20. века, већина земаља света омогућила је женама приступ медицинском образовању. Међутим, не све државе гарантују једнаке могућности запошљавања, а родна равноправност у медицинским специјализацијама и даље није у потпуности постигнута на глобалном нивоу.

## Историја

### Древна медицина
Учешће жена у медицини забележено је у неколико раних цивилизација. Египћанка Песешет, која је живела у доба Старог краљевства Египта, у натпису је описана као „госпођа надзорница лекарки“ и сматра се првом женом по имену забележеном у историји науке. Убартум, која је живела око 2050. године пре нове ере у Месопотамији, потицала је из породице лекара. У античкој Грчкој, пре Тројанског рата, Хомер је помињао Агамедис као исцелитељку. Метродора је била лекарка и генерално се сматра првом женом која је писала о медицини. Њена књига О болестима и лечењу жена најстарији је медицински спис који је написала жена и служио је као референца многим каснијим лекаркама. Метродора је у својим радовима значајно користила идеје Хипократа.

### Средњовековна Европа
Током средњег века, манастири су били централна места образовања за жене, а неке од ових заједница пружале су могућности за њихово учешће у научним истраживањима. Један од примера је немачка опатица Хилдегарда Бингенска, чији обимни списи обухватају третмане различитих научних тема, укључујући медицину, ботанику и природну историју (око 1151–1158). Она се сматра првом лекарком у Немачкој.
Жене су у средњем веку активно учествовале у лечењу и медицинском образовању, заузимајући одређене положаје у медицинским професијама. Радиле су као хербалисткиње, бабице, хируршки помоћници, бербер хирурзи, медицинске сестре и традиционални емпирици. Исцелитељке су лечиле већину пацијената, не ограничавајући се само на жене. Забележено је 24 жена које су између 1273. и 1410. године у Напуљу радиле као хирурзи, а у Франкфурту, између 1387. и 1497. године, пронађени су записи о 15 жена које су се бавиле медицином, од којих је већина била јеврејског порекла и ниједна није наведена као бабица. Најраније познате енглеске лекарке, Солицита и Матилда Форд, живеле су и радиле крајем 12. века и биле су означене као medica, што је термин за обучене лекаре.
Жене су се бавиле улогом бабице и исцелитељским вештинама, често без писаних трагова о њиховој делатности, нарочито у руралним подручјима или тамо где је приступ медицинској нези био ограничен. У средњовековном друштву улога жена као лекарки била је знатно ограничена. Када су универзитети у 13. веку основали медицинске факултете, женама је онемогућен приступ вишем медицинском образовању.
Лиценцирање је почело да захтева полагање црквених завета, за које жене нису биле подобне, чиме је медицина постала професија у којој су доминирали мушкарци. Жене су се често суочавале са оптужбама за незакониту медицинску праксу од стране мушких лекара, што је доводило у питање њихове намере. Ако нису биле оптужене за несавесно лечење, црквене и грађанске власти су их често сматрале „вештицама“.
Хирурзи и бербер хирурзи били су често организовани у еснафе, који су могли дуже одолевати захтевима за лиценцирање. Као и у другим еснафима, неки еснафи бербер хирурга дозвољавали су ћеркама и супругама својих чланова да постану чланице, обично након смрти мушког члана породице. Катерина la surgiene из Лондона, ћерка хирурга Томаса и сестра хирурга Вилијама, припадала је једном од еснафа 1286. године. Документа о женама чланицама еснафа у Линколну, Норичу, Даблину и Јорку постоје све до позног средњег века.
Бабице, особе које су помагале трудницама током порођаја и пружале одређену постпорођајну негу, биле су искључиво жене. Оне су представљале приближно трећину женских медицинских практичара. Мушкарци се нису бавили женским здрављем, као што се ни жене нису бавиле здрављем мушкараца.
Јужни италијански приморски град Салерно био је у 12. веку значајан центар медицинског образовања и праксе. Лекарка Трота из Салерна сабрала је своје медицинске поступке у неколико писаних збирки. Једно дело о женској медицини, De curis mulierum („О лечењу жена“), које се повезује са њом, постало је основа онога што је касније било познато као Trotula ensemble, зборник од три текста, који се проширио широм средњовековне Европе. Трота је стекла углед који се проширио до Француске и Енглеске. У списима других салернитанских лекара налазе се и референце на mulieres Salernitane („салернитанске жене“), што даје известан увид у локалне емпиријске медицинске праксе.
Италијанска лекарка Доротеа Бука предавала је филозофију и медицину на Универзитету у Болоњи више од четрдесет година, почев од 1390. године. Друге италијанске жене чији су доприноси у медицини забележени укључују Абелу, Жаклину Фелис де Алманију, Алесандру Ђилијани, Ребеку Гварну, Меркуријаду (14. век), Констанцу Календу, Кларису ди Дурисио (15. век), Марију Инкарнату и Томазију де Матио.

### Средњовековни исламски свет
О женским медицинским практичарима у средњовековном исламском свету има мало доступних података, иако је вероватно да су жене у одређеној мери биле укључене у медицинску праксу. Мушки медицински писци помињу присуство лекарки (ṭabība) у описима одређених процедура или ситуација.
Андалузијски лекар и хирург ал-Захрави (крај 10 – почетак 11. века) писао је да су неке медицинске процедуре биле тешке за мушке лекаре када су лечили женске пацијенткиње због потребе за физичким контактом са гениталијама. У таквим случајевима, мушки лекар је морао пронаћи жену лекара која би извршила поступак или бабицу која би поступала по упутствима мушког хирурга.
Постојање жена практичара може се закључити индиректно, иако нема много експлицитних доказа. Бабице су имале истакнуту улогу у здравственој заштити жена. О њима постоје детаљнији подаци, како о угледу њиховог заната (Ибн Халдун га назива племенитим занатом, „нечим неопходним за цивилизацију“), тако и о биографским подацима историјских жена. До данас није пронађен ниједан медицински спис који је написала жена у средњовековном исламском свету.

### Западна медицина у Кини
Традиционална кинеска медицина, која обухвата употребу лековитог биља, акупунктуру, масажу и друге облике терапије, примењивана је у Кини хиљадама година. Западна медицина је у Кину уведена у 19. веку, углавном преко медицинских мисионара које су слале различите хришћанске мисионарске организације, попут Лондонског мисионарског друштва (Велика Британија), Методистичке цркве (Велика Британија) и Презбитеријанске цркве (Сједињене Америчке Државе).
Бенџамин Хобсон (1816–1873), медицински мисионар из Лондонског мисионарског друштва, 1839. године основао је клинику Wai Ai (惠愛醫館) у Гуангџоу. Године 1887, исто друштво је основало Медицински колеџ у Хонгконгу за Кинезе (香港華人西醫書院), а његов први дипломац 1892. био је Сун Јат Сен (孫中山).
Друштвени обичаји који су забрањивали блискост између мушкараца и жена довели су до тога да Кинескиње избегавају лечење код западних мушких лекара. Ово је створило потребу за лекаркама. Једна од њих била је Сигурни Траск из Методистичке епископалне цркве, која је средином 19. века основала болницу у Фуџоуу. Траск је такође организовала школовање локалне девојке, Ху Кинг Енг, на Женском колеџу Охајо Веслејан, са намером да се она по завршетку студија врати и практикује западну медицину у Фуџоуу. Након дипломирања, Ху је 1899. постала стални лекар у Вулстон Меморијалној болници у Фуџоуу и обучила неколико жена за лекарску професију.
Друга значајна медицинска мисионарка, Мери Х. Фултон (1854–1927), послата је од стране Презбитеријанске цркве да оснује први медицински колеџ за жене у Кини. Ова установа, позната као Хакет медицински колеџ за жене (夏葛女子醫學院), основана је у Гуангџоу 1902. године захваљујући великој донацији Едварда А. К. Хакета (1851–1916) из Индијане. Колеџ је имао четворогодишњи програм и до 1915. имао је преко 60 студенткиња, од којих су већина биле интернатске ученице. Већина њих је прешла у хришћанство под утицајем Фултонове. Ова установа имала је за циљ ширење хришћанства и модерне медицине, као и подизање друштвеног статуса Кинескиња. Међу дипломкињама овог колеџа биле су Чау Ли Сун (周理信, 1890–1979) и Вонг Јуен Хинг (黃婉卿), које су завршиле студије крајем 1910-их и затим радиле као лекарке у болницама у провинцији Гуангдунг.

## Улога бабице у Сједињеним Америчким Државама, 18. век
Током овог периода, за већину Американки, било европског или афроамеричког порекла, порођај је сматран искључиво женским догађајем, где су жене из породице, пријатељице и локална бабица пружале подршку породиљи. Бабице су стицале своје знање кроз искуство и шегртовање.
Међу различитим занимањима којима су се жене у то време бавиле, улога бабице била је једна од најплаћенијих професија. У 18. веку, домаћинства су имала велики број деце, углавном захваљујући ангажовању помоћног особља и смањеној стопи морталитета.
Иако су компликације приликом порођаја биле честе, америчка бабица Марта Балард имала је висок проценат успешних порођаја, током којих су и мајке и новорођенчад остајали здрави.

## Покрет за здравље жена 1970-их
Седамдесете године 20. века обележиле су значајан пораст броја жена које су уписивале и завршавале медицинске школе и у Сједињеним Америчким Државама.
Од 1930. до 1970. године, медицинску школу је завршило око 14.000 жена. Међутим, у периоду од 1970. до 1980. године, за само десет година, дипломирало је више од 20.000 жена. Овај пораст резултат, је како политичких, тако и културних промена. Два закона у Сједињеним Америчким државама укинула су ограничења за жене у медицини — Наслов IX (Title IX) Aмандмана Закона о високом образовању из 1972. године и Закон о јавном здрављу из 1975. године, који су забрањивали дискриминацију на основу пола.
У новембру 1970. године, Скупштина Удружења америчких медицинских факултета залагала се за једнака права у медицинској струци. Истовремено, феминистички покрет 70-их година променио је начин на који су жене доживљавале своју улогу у медицини, што је довело до промена у односима између лекара и пацијената, као и у медицинској терминологији и теорији.
Једна од области медицине која је претрпела значајне промене била је гинекологија. Ауторка Венди Клајн истакла је да су лекари користили карлични преглед као вид сексуалне едукације за младе невесте. Са порастом броја жена у медицинским школама, ове праксе су доведене у питање и постепено измењене.
Године 1972, Медицински факултет Универзитета у Ајови увео је нови програм обуке за карличне прегледе и прегледе дојки, у коме су студенти наизменично играли улогу и доктора и пацијента. Ова метода омогућила је будућим лекарима да боље разумеју процедуру и усвоје нежнији и поштованији приступ. До 1980. године, више од 75 медицинских школа у Сједињеним Државама прихватило је ову нову методологију.
Са уласком жена у медицинску област и феминистичким правима, настала је и женска здравствена револуција која се залагала за алтернативне методе здравствене неге за жене. Ово је било остварено кроз стварање књига самопомоћи, а најпознатија је била Our Bodies, Ourselves: A Book by and for Women. Ова књига пружала је женама „упутство”, које им је помагало да разумеју своје тело, и изазивала уобичајене методе болничког лечења и праксе лекара.
Поред књига самопомоћи, отворени су бројни центри за помоћ: порођајни центри које су водиле бабице, центри за безбедан абортус и часови за едукацију жена о њиховим телима, све са циљем пружања неговане, безосудне здравствене неге за жене. Женски здравствени покрет, као и жене које су се укључиле у медицинску струку, омогућиле су истраживање и повећану свест о женским болестима као што су рак дојке и рак грлића материце.
Историчари медицине су такође почели да проучавају улогу жена у медицинској области. Биографије пионирки у медицинској пракси биле су уобичајене пре 1960-их, али је озбиљније проучавање жена у медицини започело с доласком женског покрета из 1960-их и у складу са женским здравственим покретом.

## Модерна медицина
У 1540. години, краљ Хенри VIII издао је повељу која је довела до специјализације здравствених професија. Међутим, женама је било забрањено професионално обављање ових занимања. Жене су, ипак, наставиле да се баве медицином током овог периода без формалног образовања или признања у Енглеској и касније у Северној Америци током наредних неколико векова.
Учествовање жена у медицинским професијама било је генерално ограничено правним и друштвеним праксама док је медицина постајала професионализована. Женама је било дозвољено да практикују медицину у сродним здравственим професијама (медицинске сестре, бабице, и др.), а током 19. и 20. века жене су постигле значајан напредак у приступу медицинском образовању и медицинском раду широм света. Међутим, ова постигнућа су понекад била праћена и потешкоћама. На пример, Мери Рот Валш је документовала пад броја лекарки у Сједињеним Америчким Државама у првој половини 20. века, тако да је 1950. године било мање лекарки него 1900. године. У другој половини 20. века, жене су генерално оствариле напредак. У Сједињеним Државама, на пример, жене су чиниле 9% укупне уписне квоте на медицинским факултетима 1969. године. Овај проценат се повећао на 20% 1976. године. До 1985. године, жене су чиниле 16% лекара у Америци.
На почетку 21. века у индустријализованим земљама, жене су постигле значајан напредак, али још увек нису достигле паритет у целокупној медицинској професији. Женама је успело да постигну паритет у медицинским школама у неким индустријализованим земљама, пошто су од 2003. године формирале већину кандидаткиња за медицинске факултете у Сједињеним Америчким Државама. У периоду 2007–2008. године, жене су чиниле 49% пријављених на медицинске факултете и 48,3% примљених студената. Према подацима Америчке асоцијације медицинских факултета, 48,4% медицинских диплома додељених у Сједињеним Државама у периоду 2010–2011. године припало је женама, што је повећање у односу на 26,8% у периоду 1982–1983. године. Иако је више жена укључено у медицинску професију, студија из периода 2013–2014. године показала је да је значајно мање жена на руководећим позицијама у академској сфери медицине. Ова студија је показала да жене чине 16% декана, 21% професора и 38% наставног особља у односу на мушке колеге.
Практиковање медицине и даље остаје претежно мушка професија. У индустријализованим земљама, недавни паритет у полу медицинских студената још увек није довео до паритета у практиковању медицине. У многим развијеним земљама, ни медицинске школе ни пракса не достижу паритет у погледу пола. Штавише, постоје разлике унутар медицинске професије: неке медицинске специјалности, као што је хирургија, значајно су доминиране од стране мушкараца, док су друге специјалности значајно доминиране од стране жена или постају такве. На пример, у Сједињеним Државама, лекарке су 2006. године бројчано превазишле лекаре у педијатрији, а резиденткиње су бројчано превазишле резиденте у породичној медицини, гинекологији и акушерству, патологији и психијатрији. У неким областима медицине и у различитим улогама, медицински стручњаци имају тенденцију да прецењују стварну заступљеност жена, што корелира са смањеном спремношћу мушкараца да подрже иницијативе засноване на полу, чиме се омета напредак ка даљем паритету.
Жене и даље доминирају у медицинској неги. 2000. године, 94,6% регистрованих медицинских сестара у Сједињеним Америчким Државама биле су жене. У здравственим професијама у Сједињеним Државама, жене су чиниле приближно 14,8 милиона људи до 2011. године.
Биомедицинска истраживања и академске медицинске професије, као што су наставници на медицинским факултетима, такође су претежно мушке. Истраживања о овом проблему, која су Национални институт за здравље и други истраживачи назвали „цевоводом који цури”, показују да, иако су жене постигле паритет са мушкарцима у уписивању на постдипломске студије, различите врсте дискриминације узрокују да оне испадају на сваком кораку академског процеса: на постдипломским студијама, након доктората, на позицијама факултета, у добијању сталног радног места и, на крају, у добијању признања за иновативни рад.

### Стаклени плафон
Стаклени плафон (Glass ceiling) је метафора која се користи да опише нејасне препреке са којима се жене и мањине суочавају на радном месту. Лекарке с краја 19. века биле су изложене дискриминацији на више начина због преовлађујућег викторијанског менталитета, који је диктирао да идеална жена треба да буде скромна, да показује нежно понашање, да делује покорно и ужива у уоченој врсти моћи која треба да се изражава унутар домаћинства. Медицинске дипломе биле су тешке за стицање за жене, а када су започеле посао, дискриминација од странака за изнајмљивање медицинских ординација, терала је лекарке да своје ординације отворе у мање угледним деловима града или у становима.
Журнал за женско здравље анкетирао је мајке и њихове ћерке лекарке, како би анализирао утицај дискриминације и узнемиравања на појединце и њихове каријере. Ово истраживање обухватило је 84% мајки које су дипломирале медицински факултет пре 1970. године, са већином њих које су дипломирале 1950-их и 1960-их. Аутори овог истраживања навели су да је дискриминација у медицинском пољу наставила да постоји чак и након што је Закон о дискриминацији на основу пола усвојен 1965. године. Ово је био случај све до 1970. године, када је Национална организација жена поднела тужбу против свих медицинских школа у Сједињеним Државама. До 1975. године, број жена у медицини се утростручио, а овај тренд је наставио да расте. До 2005. године, више од 25% лекара и око 50% студената медицине били су жене. Раст броја жена у медицини такође је довео до повећања броја жена које су се идентификовале као расна/етничка мањина, али ова популација је и даље значајно недовољно представљена у поређењу са општом популацијом медицинског сектора.
У овом специфичном истраживању, 22% мајки и 24% ћерки лекаидентификовале су се као етничке мањине. Ове жене су пријавиле случајеве искључивања из каријерних могућности због своје расе и пола. Према овом чланку, жене имају мање поверење у своје способности као докторке, али њихов рад је равноправан са мушким колегама. Истраживање је такође коментарисало утицај динамике моћи у медицинским школама, која је успостављена као хијерархија која на крају обликује образовно искуство. Случајеви сексуалног узнемиравања доприносе високим стопама отпадања жена из STEM области.

## Такмичење између бабице и акушера
Прелазак са женског на мушко акушерство догодио се са развојем медицинских пракси, као што је оснивање Америчке медицинске асоцијације. Уместо да помажу при порођају у случају хитности, лекари су потпуно преузели рађање беба, стављајући акушерке у други план. Образовање жена у области акушерства било је потиснуто од стране лекара и реформатора јавног здравља, што је довело до тога да се акушерство сматрало застарелим занимањем. Друштвене улоге такође су имале улогу у паду праксе акушерства, јер жене нису могле да стекну образовање потребно за лиценцу, а када су се удале, требало је да прихвате домаћински начин живота. У 2018. години било је 11.826 сертификованих акушерки. У 2019. години било је 42.720 активних лекара у области акушерства и гинекологије.
Изван Сједињених Америчких Држава, акушерство се и даље практикује у неким земљама, као што су земље Африке. Прва школа акушерки у Африци наводно је основана од стране др. Ернста Роденвалта у Тогу 1912. године. За поређење, Јуба колеџ за медицинске сестре и акушерке у Јужном Судану (земља која је стекла независност 2011. године) дипломирала је свој први разред 2013. године.

## Доприноси жена медицини

### Историјске женске медицинске школе
Када су женама редовно били забрањени медицински факултети, оне су покушале да оснују своје медицинске школе.
- Женски медицински колеџ Нове Енглеске, Бостон, основан 1848. године.
- Женски медицински колеџ Пенсилваније, основан 1850. године.
- Лондонска школа медицине за жене, основана 1874. године од стране Софије Џекс-Блејк.
- Единбуршка школа медицине за жене, основана 1886. године од стране Софије Џекс-Блејк.
- Први Павликов државни медицински универзитет у Санкт Петербургу, основан 1897. године као Женски медицински универзитет.
- Токијски женски медицински универзитет, основан 1900. године од стране Јошиоке Јајои.
- Хакет медицински колеџ за жене, Гуангџоу, Кина, основан 1902. године од стране Пресбитеријанске цркве.

### Историјске болнице са значајним учешћем жена
- Женска болница у Филаделфији, основана 1861. године, пружала је клиничко искуство студенткињама Женског медицинског колеџа Пенсилваније.
- Новоенглеска болница за жене и децу (данас позната као Центар за заједничко здравље Димок), основана 1862. године од стране лекарки за „искључиву употребу жена и деце”.[66]
- Нова болница за жене, основана 1870-их од стране Елизабете Гарет Андерсон и углавном вођена од жена, за жене.
- Јужнолондонска болница за жене и децу, основана 1912. године од стране Еленор Дејвис-Коли и Мауд Чедберн. затворена је 1984. године, а запошљавала је само женски тим.

### Пионирке у раној модерној медицини

#### 18. век
- Мадлен Франсоа Кале (око 1713 – активна до 1740) била је пионирка која се сматра првом стоматолошкињом у Француској.[67]
- Доротеа Еркслебен (1715–1762) била је прва лекарка у Немачкој и прва жена на свету којој је универзитет додиелио титулу доктора медицине.
- Саломеа Халпир (1718 – после 1763) била је пољска лекарка и офталмолог која се често сматра првом лекарком из Велике кнежевине Литваније.

#### 19. век
- Ловиса Арберг (1801–1881) била је прва докторка и хируршкиња у Шведској, док је Амалија Асур (1803–1889) била прва жена стоматолог у Шведској и можда у Европи.
- Мари Дурошер (1809–1893) била је бразилска акушерка, бабица и лекарка. Сматра се првом докторком у Бразилу и Америци.
- Ен Престон (1813–1872) била је прва жена која је постала декан медицинског факултета (Женски медицински колеџ Пенсилваније) 1866. године.
- Елизабет Блеквел (1821–1910), рођена у Енглеској, била је прва жена која је дипломирала на медицинском факултету у Сједињеним Америчким Државама.
- Ребека Ли Крамплер (1831–1895) постала је прва афроамеричка лекарка у Сједињеним Америчким Државама 1864. године, након што је добила своју диплому на Женском медицинском колеџу у Бостону.
- Луси Хобс Тејлор (1833–1910) била је прва стоматологшкиња у Сједињеним Америчким Државама.
- Елизабет Гарет Андерсон (1836–1917) била је пионирка феминизма у Великој Британији, прва лекарка у Уједињеном Краљевству 1865. године и суоснивачка Лондонске школе медицине за жене.[68]
- Мадлен Брeс (1839–1925) била је прва лекарка у Француској.[69]
- Софија Џекс-Блејк (1840–1912) била је енглеска лекарка, феминисткиња и наставница, као и прва жена која је практиковала медицину у Шкотској 1878. године.
- Софија Бембриџ (1841–1910) била је прва лекарка у Америчкој Самои.[70]
- Францес Хоган (1843–1927) постала је прва лекарка у Велсу 1870. године.[71] Такође је била прва Британка која је стекла докторат из медицине (1870).
- Елиза Вокер Данбар (1845–1925) била је прва жена у Уједињеном Краљевству која је постављена за кућног хирурга с одговорношћу над мушким лекарима (1874) и прва жена која је добила медицинску лиценцу у Уједињеном Краљевству (1877).
- Џени Кид Траут (1841–1921) била је прва жена у Канади која је постала лиценцирана лекарка марта 1875. године.
- Розина Хејкел (1842–1929) била је феминисткиња и прва лекарка у Финској (1878), као и у Северним земљама.
- Исала Ван Дист (7. мај 1842 – 6. фебруар 1916) била је прва жена лекарка и прва жена која је дипломирала на универзитету у Белгији.
- Надежда Суслова (1843–1918), дипломирала на Универзитету у Цириху, била је прва лекарка у Русији.[72]
- Едит Печи (1845–1908) била је пионирска енглеска лекарка у Индији. Стекла је своју диплому 1877. године на Универзитету у Берну и лиценцу из акушерства 1877. године на Краљевском колеџу лекара Ирске.
- Мери Шарлиб (1845–1930) била је пионирка као прва жена изабрана за почасног посетиоца болнице у Уједињеном Краљевству.
- Вилма Хугонаи (1847–1922) била је прва докторка у Мађарској. Студирала је медицину у Цириху и стекла своју диплому 1879. године. Међутим, морала је да ради као бабица све до 1897. године, када су мађарске власти коначно прихватиле њену диплому. Тада је започела своју медицинску праксу.
- Маргарет Кливс (1848–1917) била је пионирка у брахитерапији која је стекла своју диплому 1873. године. Била је прва жена која је била именована у испитну комисију Медицинског одељења Универзитета у Ајови 1885. године.
- Анастасија Головина (1850–1933) била је прва докторка у Бугарској.[73][74]
- Огино Гинко (1851–1913) била је прва лекарка западне медицине у Јапану са дозволом за праксу.
- Бохуслава Кекова (1854–1911) била је прва Чехиња која је стекла медицинску диплому 1880. године на Универзитету у Цириху.[75]
- Алета Јакобс (1854–1929) била је прва жена која је завршила универзитетски курс у Холандији и прва докторка у земљи.
- Хоуп Бридџес Адамс Лехман (1855–1916) била је прва жена генерални практичар и гинеколог у Минхену, Немачка.
- Грејс Кадел (1855–1918) и Марион Гилкрист (1864–1952) биле су прве жене које су постале докторке у Шкотској, односно 1891. и 1894. године.[76][77]Драга Љочић, прва докторка у Србији.
- Драга Љочић (1855–1926) била је феминистичка активисткиња и прва лекарка у Србији. Дипломирала је на Универзитету у Цириху 1879. године.[78]
- Хенријет Сало-Жудра (1855–1928) успешно је одбранила докторску тезу из кардиологије на Универзитету у Женеви јуна 1883. године.[79]
- Ана Галвис Хоц (1855–1934) била је прва докторка у Колумбији. Такође, била је прва жена из Латинске Америке која је стекла медицинску диплому.
- Констанс Стоун (1856–1902) била је прва жена која је практиковала медицину у Аустралији.
- Долорес Алеу Риера (1857–1913) била је прва докторка у Шпанији када је започела праксу 1879. године.[80]
- Марија Куцарида-Кратунеску (1857–1919) била је прва докторка у Румунији.
- Лилијан Велш (1858–1938) била је прва професорка на Гоаучер колеџу.
- Сонија Белкинд (1858–1943), која је рођена у Русији, била је прва докторка у Палестини.[81]
- Исабел Коб (1858–1947), која је стекла своју диплому 1892. године, била је Чероки пореклом и прва лекарка на Индијанској територији. Такође је била студенткиња Женског медицинског колеџа Пенсилваније.
- Матилде Монтова (1859–1939) постала је прва лекарка у Мексику 1887. године.[82]
- Кадамбини Гангули (1861–1923) била је прва Индијка која је стекла медицинску диплому у Индији након што је дипломирала на Медицинском факултету у Калкати 1886. године.Елси Инглис 1916. године
- Елси Инглис (1864–1917), рођена у Индији, била је пионирка у Шкотској и лекарка која је дипломирала на Едимбуршкој школи за жене и радила у Болници Ротунда у Даблину. Такође је била активна у суфражистичком покрету.
- Ани Лаури Александер (1864–1929) била је прва жена са медицинском лиценцом на југу Сједињених Држава.[83]
- Емили Шарлот Томсон (1864–1955) била је једна од првих жена примљених у професионална медицинска друштва у Шкотској и једна од оснивача Женске болнице у Дандију 1896. године.
- Ананди Гопал Јоши (1865–1887), прва Индијка која је стекла медицинску диплому након дипломирања на Женском медицинском колеџу у Пенсилванији 1886. године.
- Сусан Ла Флеш Пикот (1865–1915) била је прва жена из америчких домородачких народа која је стекла медицинску диплому.
- Софија Окуневска (1865–1926) била је прва докторка у Украјини.[84]
- Мари Спонгберг Холт (1865–1942) била је прва докторка у Норвешкој након што је дипломирала на Краљевском Фредериковом универзитету у Кристијанији 1893. године.[85][86]
- Ен Волтер Фирн (1865–1938) практиковала је медицину у Шангају, Кина, скоро 40 година.
- Елоиза Дијаз (1866–1950) постала је прва докторка у Чилеу након дипломирања на Универзитету у Чилеу 1887. године.
- Мербаи Ардесир Вакил (1868–1941) била је Индијка и прва азијска жена која је дипломирала на шкотском универзитету.
- Ева Џелет (1868–1958) је прва жена која је дипломирала на Тринити колеџу у Даблину са медицинском дипломом 1905. године.
- Берта Е. Ренолдс (1868–1961) била је међу првим женама које су добиле дозволу за праксу медицине у Висконсину, где је служила сеоским заједницама.
- Ема К. Вилитс (1869–1965) била је само трећа жена која се специјализовала за хирургију и прва која је водила одељење за општу хирургију у Дечијој болници у Сан Франциску од 1921. до 1934. године.[87]
- Алис Хамилтон (1869–1970) била је америчка лекарка, научница и ауторка која је била водећи стручњак у области професионалног здравља и пионир индустријске токсикологије. Такође је била прва жена која је постала члан факултета на  Универзитету Харвард.
- Вера Гедроиц (1870–1932) била је прва професорка хирургије на свету, као и прва војна хируршкиња у Русији.Марија Монтесори, једна од првих докторки медицине у Италији.
- Марија Монтесори (1870–1952), позната едукаторка и једна од првих жена докторки медицине у Италији.
- Милица Швиглин Чавов (около 1870-их), прва Хрватица која је стекла медицинску диплому. Дипломирала је на Медицинском факултету у Цириху 1893. године, али јој није било дозвољено да ради у Хрватској.[88][89]
- Флоренс Сејбин (1871–1953) била је прва жена изабрана у Националну академију наука Сједињених Држава.
- Јошиока Јајои (1871–1959), једна од првих жена која је стекла медицинску диплому у Јапану. Основала је медицинску школу за жене 1900. године.
- Хана Мајрик (1871–1973) помогла је у увођењу употребе рендгенских зрака у Новоенглеској болници за жене и децу.
- Лаура Есфер Родригез Дуланто (1872–1919) била је прва докторка у Перуу након што је стекла своју медицинску диплому.
- Мари Екуи (1872–1952) била је америчка докторка и активисткиња за приступ жена контрацепцији и абортусима.[90]
- Фани Алмара Квејн (1874–1950) била је прва жена рођена у Северној Дакоти која је стекла дипломом доктора медицине.[91]
- Карола Мајер Милобар (1876) постала је прва желекарка која је практиковала медицину у Хрватској 1906. године.[88]
- Берта Де Вриес (1877–1958) била је прва Белгијанка која је стекла медицинску диплому на Универзитету у Генту.[92]
- Селма Фелдбах (1878–1924) била је прва жена из Естоније која је постала лекарка.[93][94]
- Андреа Евангелина Родригез Перозо (1879–1947) била је прва жена која је дипломирала на медицинском факултету у Доминиканској Републици.[95]
- Алис Мери Бари (1880–1955) била је лекарка и прва жена номинована за члана Краљевског колеџа лекара Ирске.

- Ернестина Папер била је прва Италијанка која је стекла напредну медицинску диплому 1877. године.[96]
- Докторка Етел Констанс Кузинс (1882–1944) и медицинска сестра Елизабета Броди биле су прве европске жене које су 1918. године примљене у Бутан као део мисионарског напора за сузбијање колере.[97][98]
- Мутулакшми Реди (1886–1968) била је једна од првих медицинских докторки у Индији и важан социјални реформатор.
- Марија Елиса Ривера Дијаз (1887–1981), Ана Јанер (1909), Палмира Гател (1910) и Долорес Пињеро (1892–1975) биле су прве жене које су стекле медицинску диплому у Порторику.[99][100] Марија Елиса Ривера Дијаз и Ана Јанер су дипломирале у истом медицинском разреду 1909. године, тако да обе могу бити сматране првим лекаркама у Порторику.[101][102]
- Ана Петрoнела ван Херден (1887–1975) била је прва Африканка која је стекла медицинску диплому у Јужној Африци.[103] Њену тезу, на основу које је стекла докторат 1923. године, написала је на африкансу, што је била прва медицинска теза написана на овом језику.[104]
- Матилде Хидалго (1889–1974) била је прва лекарка у Еквадору.
- Јохана Хелман (1889–1982) била је немачка лекарка која се специјализовала за хирургију и прва жена која је постала члан Немачког друштва за хирургију.[105]
- Сун Чау Ли (周理信, 1890–1979) била је једна од првих лекарки западне медицине у Кини.[106]
- Мејбел Вулф (1890–1981) и њена сестра Гертруд Л. Вулф основале су прву школу за обуку бабица у Судану 1930. године.[107] Мастура Хидир, једна од првих ученица, добила је медаљу краља Џорџа V 1945. године као последња преживела бабица из прве дипломске генерације.[108]
- Мери Хирн (1891–1969) била је гинеколошкиња и прва жена члан Краљевског колеџа лекара Ирске.
- Концепшн Палациос Ерера (1893–1981) била је прва лекарка у Никарагви.[109]
- Евелен Тотенхофер (1894–1977) постала је прва женска резидентна медицинска сестра на острвима Питкерн 1944. године.[110][111]
- Ирена Кандачи (1899–1970), која је стекла диплому доктора медицине 1927. године, била је једна од само две жене лекарке које су радиле у Малти током Другог светског рата.[112]
- Ах-син Цаи (1899–1990) била је прва лекарка у Тајвану.[113][114]

#### 20. и 21. век
- Ана Аслан (1897–1988) била је румунски биолог и лекар, специјалиста за геронтологију, академик од 1974. године и директор Националног института за геријатрију и геронтологију (1958–1988).[115]
- Маргарита Шампендал (1870–1928) била је прва жена из Женеве која је 1900. године стекла медицинску диплому на Универзитету у Женеви.[116]
- Емили Сидберг (1873–1968) постала је прва лекарка у Новом Зеланду 1896. године.[117] Елен Доерти (1844–1919) постала је прва регистрована медицинска сестра у Новом Зеланду 1902. године,[118] док је Акенехи Хеи (1878–1910) била прва Маори жена која је 1908. године стекла диплому медицинске сестре у Новом Зеланду.[119]
- Ју Мејде (1874–1960) постала је прва лекарка која је практиковала западну медицину у Макау, када је отворила медицинску ординацију 1906. године.[120][121]
- Обол Воансанак и Софи Либерт биле су прве западно образоване жене из Гренланда које су обучене као бабице у Гренланду почетком 20. века.[122][123]
- Лилијан Грандин (1876–1924) била је прва лекарка на у Џерзију.[124] 1907. године, Елеанор Дијапер постала је прва медицинска сестра која је радила као окружна медицинска сестра у Џерзију.[125]
- Грејс Пепе Малемо Халеки (1894–1987), Инициа Тавеувеу и Феилоига Иосефа постале су прве квалификоване медицинске сестре у Америчкој Самои након што су завршиле своје образовање 1916. године.[126]
- Доротеја Панти (1896–1985) била је прва лекарка и хирург на острву Мен.[127]
- Мете Кетрин Томсен била је прва обучена жена медицинска сестра која је радила на Фарским Острвима од 1897. до 1915. године.[128]
- Ешба Доминика Фоминична (1897) постала је прва лекарка у Абхазији након што је 1925. године завршила своје медицинско образовање на Универзитету Баку.[129]
- Сафије Али (1894–1952) била је прва Туркиња која је стекла медицинску диплому.
- Дамаје Сума Сисе, мајка познате едукаторке и политичарке Жан Мартин Сисе (1926–2017), била је једна од првих бабица у Гвинеји.[130]

- Лаи По Чуен била је прва жена која је студирала и дипломирала као медицински студент на Универзитету у Хонгконгу током 1920-их година.[131][132]
- Фатма бинт Сада Насор Ламки постала је прва лекарка у Занзибару током 1920-их година.[133]
- Корнелија Сертић (1897–1988) била је прва жена која је дипломирала на Медицинском факултету у Загребу 1923. године.[88]
- Агнес Јеванде Савиџ (1906–1964) била је прва жена у Западној Африци која је квалификована за медицинску праксу.[134][135]
- Џоан Рефшауг (1906–1979) била је прва лекарка коју је Аустралијска влада именовала за рад у Папуи Новој Гвинеји 1947. године.[136][137]
- Ана Бју Кванг Чијо (1906–2012) била је прва лекарка у Вијетнаму.[138]
- Софи Редмонд (1907–1955) постала је прва лекарка у Суринаму након дипломирања на медицинском факултету 1935. године.[139]
- Алма Деа Морани (1907–2001) била је прва жена примљена у Америчко друштво пластичних и реконструктивних хирурга.[140]
- Ивон Силван (1907–1989) била је прва лекарка у Хаитију. Била је прва жена примљена на медицински факултет Универзитета у Хаитију, где је дипломирала 1940. године.[141]Вирџинија Апгар 1959. године
- Вирџинија Апгар (1909–1974) била је значајна по свом раду у анестезиологији и тератологији. Основала је поље неонатологије. Била је прва жена која је добила пуну професуру на Колеџу лекара и хирурга Колумбија Универзитета.[142]
- Перл Данлеви (1909–2002) била је лекарка и епидемиолог, као и прва председница Биолошког друштва Краљевског колеџа хирурга Ирске.
- Изобел Адеј Тејт (1875–1917) била је једна од првих жена које су умрле док су служиле као лекарке на фронту током Првог светског рата.
- Беатрис Емелин Симонс, мисионарка и медицинска сестра, била је прва белкиња која је формално обучена у здравственој професији и која се настанила као едукатор у Кирибатију 1910. године.[143][144][145]
- Елизабета Абимбола Аволији (1910–1971) била је прва лекарка у Нигерији.[146]
- Бадри Тејмурташ (1911–1989) била је прва иранска жена стоматолог, која је своје високо образовање стекла у Белгији.
- Андреа де Балман (1911–2007) била је прва лекарка у Француској Полинезији.[147]
- Џејн Елизабет Хоџсон (1915–2006) била је пионирка у пружању здравствене неге женама у области репродуктивног здравља и активисткиња за женска права.

- Матилда Ј. Клерк (1916–1984) била је прва Ганаанка која је освојила стипендију за студије на универзитету у иностранству и друга Ганаанка која је постала лекарка. Такође, била је прва жена која је добила постдипломски диплома у колонијалном Гани и Западној Африци.[135]
- Ирен Игодаро (1916–1995) била је прва жена из Сијера Леонеа која је стекла лекарску квалификацију и прва жена из Западне Африке која је постала лекарка у Великој Британији.[148]
- Сусан Офори-Ата (1917–1985) била је прва жена која је стекла лекарску квалификацију у колонијалној Гани.[135][149]
- Фатима Ал-Зајани (1918–1982) постала је прва квалификована жена медицинска сестра у Бахреину 1941. године. 1969. године, Садика Али Ал-Авади постала је прва лекарка у Бахреину након дипломирања на медицинском факултету.[150]Какиш Рискулова је била прва жена из Киргистана која је постала хирург.
- Какиш Рискулова (1918–2018) била је прва жена из Киргистана која је постала хирург.[151]
- Салма Исмаил (1918–2014) била је прва жена Малезије која је стекла медицинску квалификацију као лекарка.[152]
- Катарина Бурдон, жена тадашњег владиног администратора, била је међу женама које су формално регистроване као бабице за Сент Китс и Невис 1920. године.[153]
- Оготу Хед (1920–2001) била је прва жена која је дипломирала за медицинску сестру на Нијуу, након што је завршила своје образовање у Самои 1939. године.[154]
- Етна Гафни (1920–2011) била је прва професорка хемије на Краљевском колеџу хирурга у Ирској.
- Естела Гавидија била је прва жена која је дипломирала као лекарка у Салвадору 1945. године.[155][156]
- Габријела Валензуела и Фроилана Мерелес биле су прве жене које су дипломирале са медицинском дипломом у Парагвају 1924. године. Валензуела је, међутим, сматрана првом лекарком која је започела праксу у Парагвају.[157]
- Аугуста Јавара (1924–1981) била је прва жена из Гамбије која је постала државно сертификована бабица 1953. године. Образовање је стекла у Енглеској.[158]
- Кула Фиаола (1924–2003) постала је прва квалификована жена медицинска сестра на Токелау 1951. године.[159]
- Барбара Бал (1924–2011) била је прва лекарка на Бермудима након што је започела своју праксу 1949. године.[160]
- Марџери Клер Микинон (1924–2014) постала је прва лекарка на острву Норфолк око 1955. године.[161]
- Џин Ленор Харни (1925–2020) била је прва жена са Сент Китса, Невиса и Ангвиле која је студирала медицину на Универзитету у Ливерпулу (око 1940-их).[162]
- Капелва Сикота (1928–2006) постала је прва регистрована медицинска сестра у Замбији 1952. године.[163]
- Мери Грант (1928–2016) била је трећа Ганаанка која је дипломирала медицину.[164]
- Дафни Стил (1929–2004), медицинска сестра из Гвајане, постала је прва црнкиња матрона у Националној здравственој служби 1964. године.[165]
- Џозефина Намбуза (1930) започела је своју праксу као прва лекарка у Уганди 1962. године.[166] Селина Рвашана била је прва психијатријска медицинска сестра у Уганди, након што је своје образовање завршила у Великој Британији током 1950-их.[167]Ту Јоујоу 2015. године
- Ту Јоујоу (1930), прва Кинескиња добитница Нобелове награде за физиологију или медицину и прва жена из Народне Републике Кине која је добила Нобелову награду у било којој категорији (2015).
- Луси Лодс и Жаклин Ексброја (1931–2013) биле су прве лекарке у Новој Каледонији. Лодс је започела своју праксу 1938. године, док је Ексброја то учинила током 1960-их.[168]
- Ајтен Беркалп (1933) постала је прва лекарка на Северном Кипру 1963. године.[169]
- Лобсанг Долма Кангкар (1934–1989) била је прва лекарка у региону Тибета.[170][171]
- Видад Кидамеријам (1935–1988) постала је прва лекарка у Етиопији током 1960-их година.[172]
- Жанфиза Баши вратила се у Албанију да постане прва лекарка у земљи, након што је завршила студије на Универзитету у Филаделфији 1937. године.[173]

- Една Адан Исмаил (1937) постала је прва медицинска сестра и акушерка у Сомалиланду током 1950-их, након што је завршила своје образовање на тадашњем Borough Polytechnic у Уједињеном Краљевству.[174]
- Хаџа Хабиба Хаџи Мохд Хусеин (1937) била је једна од првих жена у Брунеју која је радала као медицинска сестра након што је завршила школу за медицинске сестре 1955. године.[175]
- Маргерит Исембе постала је прва акушерка у Габону 1940. године.[176]
- Улаи Отобед (1941) из Палауа постала је прва лекарка у Микронезији.[177] Године 2020, Лара Реклаи постала је прва Палауска жена која је завршила медицинске студије на Куби.[178]
- Марија Ерминија Јелси и Дигна Малдонадо де Кандија постале су прве професионалне медицинске сестре у Парагвају 1941. године.[179]
- Барбара Рос-Ли (1942) била је прва Афроамериканка која је постала декан медицинске школе у Сједињеним Америчким Државама (1993) на Охајо универзитету за остеопатску медицину.[180]
- Кек Галабру (1942) постала је прва лекарка у Камбоџи након што је стекла медицинску диплому у Француској 1968. године.[181]
- Чоа Тао (1943), са 14 година, била је једна од две Хмонг девојке које су примљене на обуку за медицинске сестре током Грађанског рата у Лаосу.[182][183][184]

- Далва Марија Карвало Мендес (1956) је прва жена која је постала контраадмирал у бразилској морнарици.
- Ненси Дики (1950) била је прва жена председница Америчке медицинске асоцијације.
- Роса Мари Мандико (1951) постала је прва квалификована жена медицинска сестра у Андори 1971. године.[185]
- Ненси Ендруз (1958) прва жена која је постала декан једне од десет најбољих медицинских школа у Сједињеним Америчким Државама (2007), на Медицинском факултету Универзитета Дјук.
- Алганеш Харегот и Алганеш Адханом биле су међу првим женама које су дипломирале на формалном школовању за медицинске сестре у Еритреји 1959. године.[186][187][188]
- Рамлати Али (1961) постала је прва лекарка у Мајоту 1996. године.[189]
- Аниест Хамилтон, прва лекарка на острвима Теркс и Кејкос, започела је своју каријеру у здравству током 1960-их.[190]
- Дав Дем, Пем Чоден, Ним Дем, Чони Зангмо, Ђем, Намгај Дем и Центдра Пем постале су прве медицинске сестре у Бутану 1962. године.[191]
- Клара Ракил Епштајн (1963) прва мексичко-америчка жена обучена у Сједињеним Државама и сертификована од стране америчке медицинске коморе за неурохирургију и најмлађи добитник престижне Награде за животно достигнуће у неурохирургији.[192][193]
- Виопапа Анандејл-Атертон је прва Самоанка која је постала лекарка након што је дипломирала на Универзитету Отако у Новом Зеланду 1964. године. Након тога се вратила на Самоу 1993. године и започела медицинску каријеру.[194][195]
- Кора Летел Кристијан постала је прва лекарка на Америчким Девичанским Острвима након што је завршила своје медицинско образовање почетком 1970-их.[196]
- Мадлен Њамванза-Маконесе била је прва лекарка у Зимбабвеу. Она је била друга Африканка која је постала лекар и прва Африканка која је дипломирала на Медицинској школи Универзитета Родезија 1970. године.
- Рехана Каусар постала је прва лекарка из Азад Кашмира која је дипломирала на Медицинској школи у Пакистану 1971. године.
- Елвин Чомба постала је прва лекарка у Замбији 1973. године.[197] Године 1999, Жаклин Мулундика-Мулванда постала је прва хируршкиња у Замбији.[198]
- Зои Гарденер постала је прва жена која је 1976. године провела зимски период са Аустралијским Антарктичким програмом као медицинска службеница на субантарктичком острву Маквори.[199]
- Маргарет Ален (1948) постала је прва жена срчани трансплантациони хирург у Сједињеним Државама након што је извршила трансплантацију 1985. године.[200]

- Дезире Кокс постала је прва жена са Бахама која је добила Роудсову стипендију 1987. године. Стекла је титулу лекара након што је 1992. године завршила студије медицине на Универзитету у Окфорду.

- Марлен Тома постала је прва жена са острва Свети Мартин која је дипломирала акушерство 1990. године.[201]
- Кинех Согур била је прва жена, која је самостално обучена као лекар, а дипломирала је на Универзитету у Гамбији 2007. године.[202] Медицинска школа на овом универзитету била је прва која је основана у земљи 1999. године.[203]
- Маргерет Моли Браун (преминула 2008) била је прва лекарка на Кајманским острвима.[204][205]
- Естер Апуахе постала је прва хирургшкиња на Папуи Новој Гвинеји 2011. године.[206] Наоми Кори Помат (преминула 2021) била је прва лекарка на западној провинцији Папуе Нове Гвинеје.[207]
- Амелија Афухамонго Туипулоту постала је прва Тонганка која је добила докторат из медицинске неге 2012. године.[208]
- Нети Тамаруа Херман постала је прва жена из Кукових Острва која је стекла докторат из медицинске неге 2015. године.[209]
- Алиса Нирагире била је прва жена из Руанде која је дипломирала са мастер дипломом из хирургије 2015. године, након што је овај курс уведен 2006. године.[210] Године 2018, Клер Карекези се вратила у Руанду да постане прва неурохирургшкиња у земљи.[211]
- Натали Џојс Брули (преминула 2016) била је прва лекара на Британским Девичанским Острвима.[212] Стејси Рајмер се сматра првом лекарком на острву Вирџин Горда на Британским Девичанским острвима.[213]
- Џин Коди постала је прва жена сертифицирани акушер-медицинска сестра у Северним Маријанским Острвима 2017. године.[214]
- Елиса Гаспар постала је прва жена која је предводила Медицинску асоцијацију Анголе (ORMED) 2019. године.[215]
- Џорџ Тарер била је први дипломирани акушер на Гваделупи.[216][217]
- Оливија Торес Круз је прва Чаморо докторка у Гваму.[218]
- Еролин Тунгу је прва жена-акушер-гинеколог у Вануату.[219]
- Ребека Едвардс постала је прва жена са Фолкландских Острва која је постала лекарка, након што је завршила медицинску обуку на Универзитетском колеџу у Лондону.[220]
- Сергелен Оргои развио је трансплантацију јетре по ниским трошковима за развојне земље.[221]
- Адама Саиду је прва хирургшкиња у Нигеру, као и прва жена која је предводила хируршки одсек.[222]